# Max Deauville
Max Deauville, de son vrai nom Maurice Duwez, est un médecin et écrivain belge de langue française, né à Ixelles le 31 août 1881 et mort à Ixelles le 1er février 1966.
Son épouse est Marguerite Nyst (1888-1958), fille de l’homme de lettres Ray Nyst.
Il a participé au front à la Première Guerre mondiale à titre de médecin militaire et a rapporté des carnets de notes qui se retrouvent dans ses deux principales œuvres de guerre :
- Jusqu'à l'Yser
- La Boue des Flandres
- Introduction à la vie militaire
- Aminta des sables

Sont actuellement disponibles :
- La Boue des Flandres et autres récits de la Grande Guerre (Édition Labor)
- De modder van de Westhoek (Uitgeverij de Schorre)
- Jusqu'à l'Yser (Editions De Schorre)
- Tot aan de IJzer (Uitgeverij De Schorre)
- La Boue des Flandres (Editions De Schorre)